# Alexandre Pierre Moline de Saint-Yon
Alexandre Pierre Moline de Saint-Yon (Lione, 29 giugno 1786 – Bordeaux, 17 novembre 1870) è stato un generale, politico, scrittore e nobile francese.

## Biografia

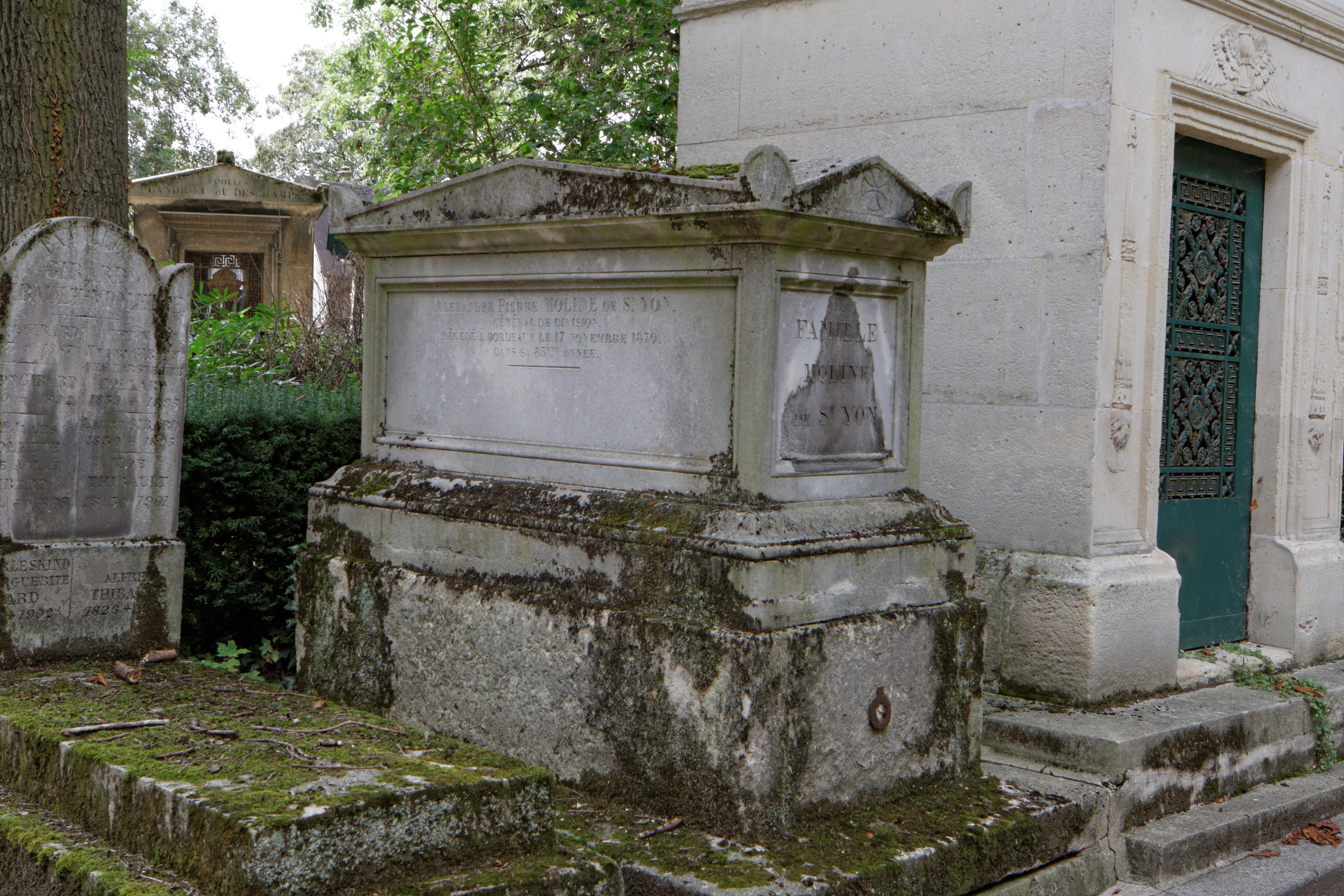
La tomba del generale Moline de Saint-Yon nel cimitero parigino di Père-Lachaise

Figlio di Honore de Saint-Yon e di sua moglie, Gabrielle Antoinette Rivoire, Alexandre Moline nacque a Lione nel 1786. Intraprese la carriera militare, frequentò la scuola militare di Fontainebleau nel 1805, uscendone col grado di sottotenente. Promosso al grado di tenente nel 1807, divenne capitano nel 1809. Combatté quindi nella campagna di Prussia prima di venire inviato in Spagna dove prestò servizio sotto il comando del maresciallo Soult. Creato cavaliere dell'impero francese l'11 giugno 1810, venne ferito a Saint-Jean-de-Luz nel 1813 e venne promosso capo squadrone, facendo poi ritorno in Francia al seguito dell'armata di Soult. Aiutante di campo di Napoleone nella campagna in Francia, presenziò alla battaglia di Ligny ed alla battaglia di Waterloo nel 1815.
Durante la Restaurazione borbonica venne posto a mezza paga e si dedicò essenzialmente alla scrittura delle sue memorie di guerra e di alcuni libretti per opere teatrali.
La monarchia di luglio lo riportò in servizio. Divenne tenente colonnello nel 1830, poi colonnello nel 1831, maresciallo di campo nel 1835, tenente generale nel l1844 ed infine direttore delle operazioni del dipartimento della guerra. Il 7 novembre 1845 gli venne concessa la medaglia di grand'ufficiale dell'Ordine della Legion d'onore ed il 10 novembre successivo ottenne di essere ammesso tra i pari di Francia. In quello stesso giorno venne nominato anche ministro della guerra, mantenendo tale carica sino al 1847.
Si ritirò a vita privata l'8 giugno 1848 e morì a Bordeaux nel 1870.

## Opere
- Ipsiboë, opera in 4 atti, musica di Rodolphe Kreutzer, premiere all'Académie royale de musique 31 marzo 1824
- Mathilde ou les Croisades, opera
- Les Époux indiscrets, opera comica, premiere al Théâtre Feydeau, 1829
- François Ier à Chambord, opera in 2 atti, con G. du Fougeroux), musica di Genestet, premiere all'Académie royale de musique 15 marzo 1830
- Les Amours de Charles II, commedia in 5 atti
- Fragment de l'histoire militaire de la France: guerres de religion, de 1585 à 1590, Paris, Anselin, 1834, in-8
- Notice historique sur le prince Eugène, duc de Leuchtenberg, Paris, Crapelet, 1838, in-8
- Les Deux Mina, chronique espagnole du dix-neuvième siècle, Paris, Berquet et Pétion, 1840, 3 vol. in-8
- Histoire des comtes de Toulouse, Paris, A. Bertrand, 1859–1861, 4 vol. in-8